# Tony Windis
Anthony John "Tony" Windis (Nueva York, Nueva York, 27 de enero de 1933-14 de mayo de 2024) fue un jugador de baloncesto estadounidense que disputó una temporada en la NBA. Con 1,85 metros de estatura, jugaba en la posición de base.

## Trayectoria deportiva

### Universidad
Jugó durante tres temporadas con los Cowboys de la Universidad de Wyoming, en las que promedió 21,2 puntos por partido, el segundo mejor anotador de la historia de los Cowboys. Anotó 50 puntos ante New Mexico en 1958, la segunda mejor marca individual del equipo. En sus dos últimas temporadas fue incluido en el mejor quinteto de la Mountain States Conference.

### Profesional
Fue elegido en la trigésimo segunda posición del Draft de la NBA de 1959 por Detroit Pistons, con los que únicamente llegó a disputar 9 partidos, a pesar de promediar 4,0 puntos, 5,2 rebotes y 3,6 asistencias.

## Estadísticas de su carrera en la NBA

### Temporada regular
| Temporada | Edad | Equipo          | Liga | P | TIT | MIN  | TC  | TCA | %TC  | 3P | 3PA | %3P | TL  | TLA | %TL  | R.OF. | R.DEF. | REB | ASIS | ROB | TAP | PER | FP  | PTS |
| 1959-60   | 27   | Detroit Pistons | NBA  | 9 |     | 21.4 | 1.8 | 6.7 | .267 |    |     |     | 0.4 | 0.7 | .667 |       |        | 5.2 | 3.6  |     |     |     | 2.2 | 4.0 |
| Total     |      |                 | NBA  | 9 |     | 21.4 | 1.8 | 6.7 | .267 |    |     |     | 0.4 | 0.7 | .667 |       |        | 5.2 | 3.6  |     |     |     | 2.2 | 4.0 |